# Harry Holman (Schauspieler)

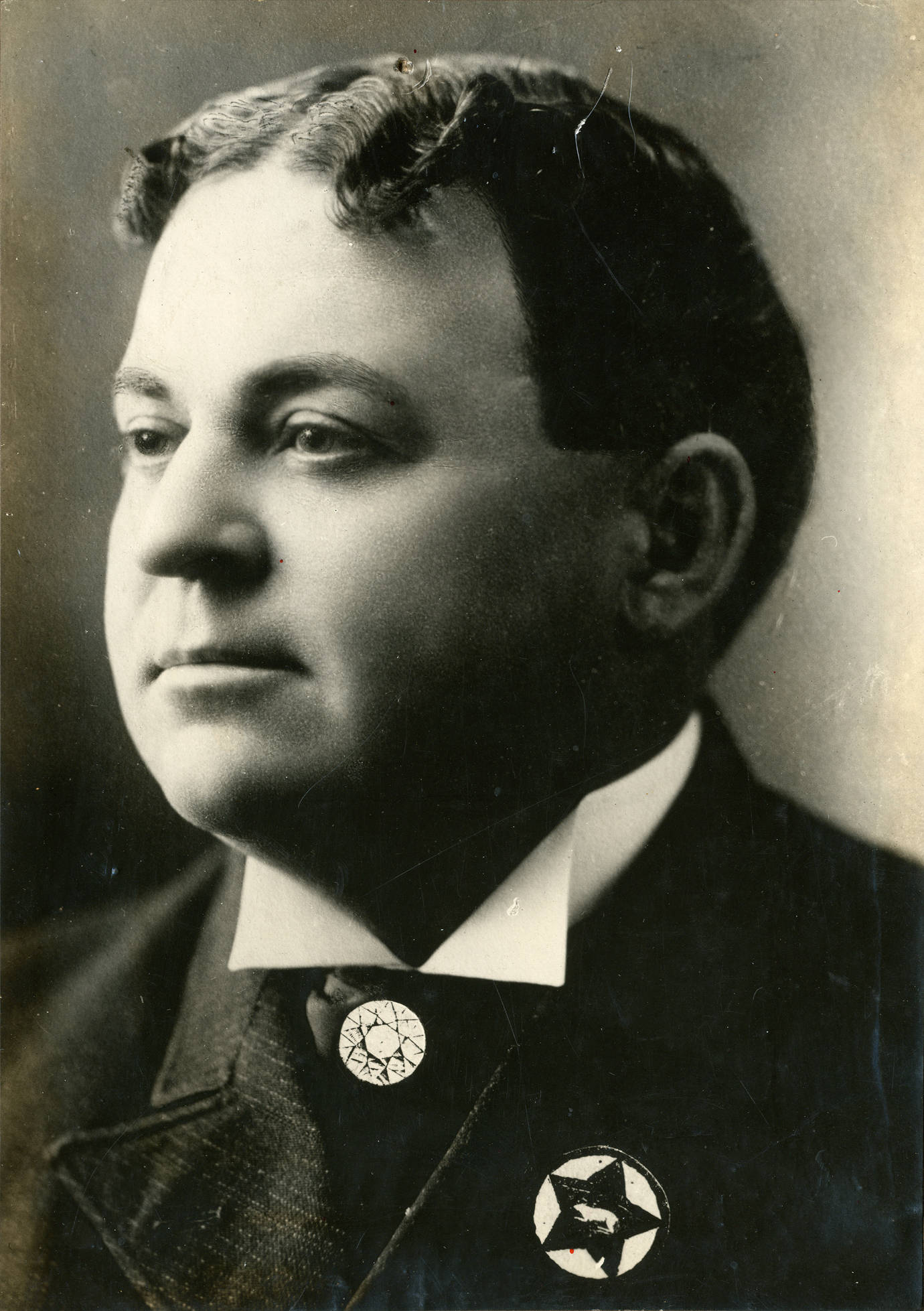
Harry Holman (1909)

Harry James Holman (* 15. März 1862 in Conway, Missouri; † 3. Mai 1947 in Hollywood, Kalifornien) war ein US-amerikanischer Schauspieler.

## Leben
Harry Holman begann seine Schauspielkarriere beim Theater, nachdem er die Schule in der neunten Klasse verlassen hatte. Zwischen November 1903 und Juni 1904 war er mit dem Stück The County Chairman am Broadway zu sehen. Sein Filmdebüt gab er 1923 in einer kleinen Nebenrolle an der Seite von Lon Chaney senior in Der Glöckner von Notre Dame. Allerdings trat Holman ähnlich wie viele andere Theaterschauspieler auch erst mit Beginn des Tonfilmes Ende der 1920er-Jahre regelmäßig in Filmen auf. 
Der weißhaarige, korpulente Charakterdarsteller mit der hohen Stimme spielte vor allem etwas verwirrte oder joviale Figuren wie Richter, Bürgermeister, Zeitungsredakteure oder Millionäre. Meistens nur kurz auf der Leinwand zu sehen, blieben viele seiner Auftritte im Abspann unerwähnt. Holman spielte mehrmals unter der Regie von Frank Capra, welcher ihn unter anderem als Bürgermeister in Hier ist John Doe (1941) sowie als High-School-Direktor in Ist das Leben nicht schön? (1946) einsetzte. Seinen letzten von über 130 Filmauftritten absolvierte er in seinem Todesjahr in der Komödie Fremde Stadt neben James Stewart und Jane Wyman, wo er den korrupten Bürgermeister einer Kleinstadt darstellte. Harry Holman verstarb 1947 im Alter von 85 Jahren an einem Herzinfarkt.

## Filmografie (Auswahl)
- 1923: Der Glöckner von Notre Dame (The Hunchback of Notre Dame)
- 1929: Hard Boiled Hampton
- 1931: Vollblut (Sporting Blood)
- 1932: Mord in der Rue Morgue (Murders in the Rue Morgue)
- 1932: So Big
- 1932: Sehnsucht ohne Ende (Forbidden)
- 1932: Doctor X
- 1932: Der Tag, an dem die Bank gestürmt wurde (American Madness)
- 1932: Silberdollar (Silver Dollar)
- 1933: Oliver Twist
- 1933: Ein charmanter Schwindler (Hard to Handle)
- 1933: Liebe und andere Geschäfte (She Had to Say Yes)
- 1933: Jahrmarktsrummel (State Fair)
- 1933: Frisco Jenny
- 1933: Der Frauenheld (Lady Killer)
- 1933: Rückkehr aus der Fremde (The Stranger’s Return)
- 1934: Born to Be Bad
- 1934: Es geschah in einer Nacht (It Happened One Night)
- 1934: Gefährliche Grenze (Fugitive Road)
- 1934: Ein feiner Herr (Jimmy the Gent)
- 1934: Broadway Bill
- 1934: Broadway-Show (Dames)
- 1935: Folies Bergère de Paris
- 1935: San Francisco im Goldfieber (Barbary Coast)
- 1935: Hoi Polloi
- 1937: Broadway Melodie 1938 (Broadway Melody of 1938)
- 1938: Der gejagte Professor (Professor Beware)
- 1939: Jesse James, Mann ohne Gesetz (Jesse James)
- 1941: Die Braut kam per Nachnahme (The Bride Came C.O.D.)
- 1941: Herzen in Flammen (Manpower)
- 1941: Hier ist John Doe (Meet John Doe)
- 1942: Seven Days’ Leave
- 1943: Higher and Higher
- 1944: Der Morgen gehört uns (And Now Tomorrow)
- 1944: Die Abenteuer Mark Twains (The Adventures of Mark Twain)
- 1946: Land der Banditen (Badman's Territory)
- 1946: Ist das Leben nicht schön? (It's a Wonderful Life)
- 1947: Fremde Stadt (Magic Town)